# Restauration de Min Saw Mon
La restauration de Min Saw Mon est une campagne militaire menée par le Sultanat du Bengale pour aider Min Saw Mon à reprendre le contrôle de sa dynastie Launggyet. La campagne est un succès, Min Saw Mon est rétabli sur le trône de Launggyet et l'Arakan (en) devient un État vassal du Sultanat du Bengale.

## Contexte
En 1406, les forces birmanes du Royaume d'Ava envahissent l'Arakan. Le contrôle de l'Arakan fait partie de la guerre de Quarante Ans entre le Royaume d'Ava et le Royaume d'Hanthawaddy sur le continent birman. Le contrôle de l'Arakan change de mains à plusieurs reprises avant que les forces de Hanthawaddy ne chassent les forces d'Ava en 1412. Ava conserve une position dominante dans le nord de l'Arakan jusqu'en 1416/17 mais n'essaye pas de reprendre l'Arakan. L'influence de Hanthawaddy prend fin après la mort du roi Razadarit en 1421.
L'ancien dirigeant arakanais Min Saw Mon reçoit l'asile au Sultanat du Bengale et y vit à Pandua (en) pendant 24 ans. Saw Mon devient proche du sultan du Bengale Jalaluddin Muhammad Shah (en), servant comme commandant dans l'armée du roi. Saw Mon convainc le sultan de l'aider à restaurer son trône perdu.

## Invasion
En 1429, Saw Mon, aidé par des troupes "en grande partie constituées d'aventuriers afghans", envahit l'Arakan. La première tentative d'invasion échoue parce que Saw Mon se dispute avec le général Wali Khan du Bengale et est emprisonné par le général. Saw Mon s'échappe et le sultan accepte une autre tentative. La deuxième invasion se passe bien. Saw Mon est proclamé roi à Launggyet le 18 avril 1429 (jeudi, 1er décroissant de Kason 791 ME).

## Conséquences
Saw Mon reprend finalement le contrôle du trône d'Arakan en 1430 avec l'aide militaire des commandants bengalis Wali Khan et Sindhi Khan. Il fonde plus tard une nouvelle capitale royale, Mrauk U. Son royaume devient connu sous le nom de Royaume de Mrauk U (en). L'Arakan devient un État vassal du Sultanat du Bengale et reconnaît la souveraineté bengalienne sur certains territoires du nord de l'Arakan. En reconnaissance du statut de vassal de son royaume, les rois d'Arakan reçoivent des titres islamiques, bien qu'ils soient bouddhistes, et légalisent l'utilisation de pièces de monnaie islamiques en dinar d'or du Bengale au sein du royaume. Les rois se comparent aux sultans et emploient des musulmans à des postes prestigieux au sein de l'administration royale. Saw Mon, désormais appelé Suleiman Shah, meurt en 1433 et est remplacé par son jeune frère Min Khayi (en).
La relation de subordination avec le Bengale ne dure pas longtemps. Le sultan Jalaluddin Muhammad Shah meurt en 1433 et est remplacé par une série de sultans faibles. En 1437, Khayi prend le trône de Sandoway (Thandwe), unifiant la côte d'Arakan, probablement pour la première fois dans l'histoire. Il épouse également Saw Yin Mi (en), la reine de Sandoway. Ensuite, Khayi occupe Ramu, le territoire le plus au sud de son ancien suzerain Bengale. Les chroniques arakanaises (en) disent que Khayi s'empare avec succès de Chittagong en 1450. Cependant, la première occupation réussie confirmée de Chittagong ne se produit que neuf ans plus tard, en 1459, lorsque le roi Ba Saw Phyu (en) s'empare du port du sultan Ruknuddin Barbak Shah (en).